# Taplinia
Taplinia là một chi thực vật có hoa trong họ Cúc (Asteraceae).

## Loài
Chi Taplinia gồm các loài: